# Masia fortificada de Cucalón
La masia fortificada de Cucalón està ubicada al terme municipal d'Altura (Alt Palància), al País Valencià. Es tracta d'un conjunt d'habitatges protegits per una murada exterior i que donen a un únic pati interior. És un Bé d'Interés Cultural, amb codi d'identificació: 12.07.012-009, tal com consta en la Dirección General de Patrimoni Artístic de la Generalitat Valenciana.

## Història
La Masia de Cucalón és un exemple de construcció de cases rurals d'origen islàmic que es fortificaven per obtindre protecció, atès la llunyania dels centres urbans o de castells. El primer propietari del qual hi ha constància d'aquesta masia és de l'aragonés Fernando Gonzalo de Azagra. L'any 1539 va passar als dominis de la Cartoixa de Valldecrist, fins a la Desamortització de Mendizábal al segle xix. En aquest moment, cap 1835, la masia comptava amb "celler, corral de ramat, ventador, paller, era de trillar i uns 274 jornals de terres, panal i vinya". Aleshores, el recinte va ser comprat per un militar de l'exèrcit espanyol, i d'ací va ser adquirida pels actuals propietaris, la família Cerveró.

## Descripció
Es troba al 15 km de distància de la vila d'Altura, en el camí de la Murta. La masia conserva l'estructura original, anterior a la Cartoixa, destinada a combinar els finalitats agrícoles amb les defensives.
A l'interior hi ha una capella, la casa del masover, uns cellers i uns cups per a premsar el raïm i obtindre'n el vi. Precisament, el cultiu vinícola es va introduir arran de la influència dels cartoixans, junt el conreu de cereals i oliveres i l'explotació ramadera.
L'exterior està protegit per un mur sobre el qual es tanca la masia. Pel perímetre hi ha espitlleres per a la defensa del recinte.